# Komisja Brundtland
Światowa Komisja ds. Środowiska i Rozwoju (ang. the World Commission on Environment and Development), zwana też „Komisją Brundtland”, została powołana w 1983 roku przez Gro Harlem Brundtland na zaproszenie ówczesnego Sekretarza Generalnego ONZ.
Komisja jest najbardziej znana z wypracowania szerokiej koncepcji politycznej zrównoważonego rozwoju oraz opublikowania w kwietniu 1987 roku raportu „Nasza Wspólna Przyszłość”. Działalność Komisji przyczyniła się do zwołania Szczytu Ziemi w 1992 w Rio de Janeiro.